# Джорджтаун (Възнесение)
Джорджтаун (на английски: Georgetown) е столицата и основното селище на остров Възнесение, част от британската задморска територия Света Елена, Възнесение и Тристан да Куня. Разположено е на западния бряг на острова.
Селището е построено около църквата „Света Богородица“, която е част от англиканския диоцез на Света Елена. То възниква като гарнизон – предпазна мярка, след като Наполеон е изпратен на заточение на остров Света Елена в началото на XIX век. Джорджтаун е кръстен в чест на крал Джордж III, владетел на Великобритания по времето, когато островът започва да се използва от Адмиралтейството през 1815 г.
Джорджтаун е културният център на остров Възнесение. Към 2008 г. населението му е 450 души. Близките плажове са важни местообитания на зелената морска костенурка.

## История
През 1816 г. в Джорджтаун е основана военноморска база, поради опасенията на британците, че французите могат да използват острова в опит да спасят бившия си император. След като Наполеон умира през 1821 г., селището придобива нова роля като база за продоволствия и поддръжка за британските кораби. Използват се местни материали за строителството, но всичко останало се налага да бъде доставяно (семена, плодове и зеленчуци, които се отглеждат във високите части на острова като допълнение към наличното месо от костенурки). Към 1829 г. вече е построен малък кей, както и няколко сгради близо до морето, включително болница.
През юни 1829 г. лейтенант Хенри Брандрет пристига на острова със задачата да инспектира съоръженията на него и да даде препоръки за подобряването им. Той упреква това, което намира на острова, описвайки го като „мизерни жилища, обитавани от вредители“. Заедно с местния комендант, той препоръчва преместване на селището малко по-далеч от морето, на платото, където се намира Джорджтаун днес. Впоследствие мястото на старото селище, което се намира по-близо до морето, започва да се използва за съхранение и поддръжка. За да се удовлетворяват нуждите на флота, задвижван с парни двигатели, са построени въглищни станции през 1862 г. През XX век Джорджтаун продължава да играе ролята на стратегическа база за британския флот. През Втората световна война, на 9 декември 1941 г., немската подводница U-124 се приближава към селището, когато оръдейната батарея над Джорджтаун открива огън по немците, които бързо обръщат хода си.